# مسابقات جهانی ترامپولین ۱۹۶۷
مسابقات جهانی ترامپولین ۱۹۶۷ چهارمین دوره مسابقات جهانی ترامپولین است که در لندن، انگلستان در ۱۷ ژوئن ۱۹۶۷ میلادی برگزار شده است.

## جدول مدال‌ها
| رتبه | کشور                | طلا | نقره | برنز | مجموع |
| ۱    | ایالات متحده آمریکا | ۳   | ۱    | ۰    | ۴     |
| ۲    | آلمان غربی          | ۱   | ۱    | ۰    | ۲     |
| ۳    | بریتانیا            | ۰   | ۱    | ۲    | ۳     |
| ۴    | سوئیس               | ۰   | ۱    | ۰    | ۱     |
| ۵    | آفریقای جنوبی       | ۰   | ۰    | ۲    | ۲     |